# Перша східна туркестанська республіка
Перша східна туркестанська республіка, або Тюркська Ісламська Республіка Східного Туркестану чи Республіка Уйгурстан —  короткотривала конституційна республіка, проголошена в 1933 році з центром у місті Кашгар на теренах сучасної китайської провінції Сіньцзян. Хоч провідну роль в утворенні держави відігравали національні і ісламські наміри уйгурів, населення держави було багатонаціональним, включаючи казахських, киргизьких та інших тюркських представників, у тому числі в уряді.
1934 року Кашгар захопили війська хуейцзу, які були союзниками уряду Гоміньдан у Нанкіні, після чого самоврядування Східного Туркестану було припинено. Але його незалежне існування було яскравим прикладом для створення Другої Східної Туркестанської республіки десятиліттям пізніше і для моральної підтримки сучасних уйгурських націоналістів щодо створення незалежного Східного Туркестану.

## Проголошення незалежності
Серед прибічників незалежності Уйгурстану на початку 20-го сторіччя вельми впливовим був рух джадидизму, який було підживлено ідеями пантюркізму. Перша провідна школа була розташована поза Кашгаром і на відміну від традиційного навчання медресе навчання базувалось на вивченні науки, математики, історії та різних мов. Джадидизм підкреслював можливість освіти задля особистого і національного розвитку та можливість зміни статусу Сіньцзяна.
Проголошення СРСР і соціалістичних центральноазійських республік також вплинуло на збільшення популярності сепаратистських настроїв і розповсюдження комуністичних ідей. Хоч місцева комуністична організація була заснована в 1921 році, Східний Туркестан був також притулком біженців із СРСР, які сформували тюркський націоналістичний рух.
Ситуація в Сіньцзяні погіршилася з убивством Яна Цзенсіна в 1928 і захоплення влади його заступником Цзіном Шуженем (Jin Shuren, 金樹仁), який оголосив себе губернатором. Деспотичний, корумпований і неефективний за для керування розвитком області, Цзін надалі протидіяв народу, розпочавши синізацію, збільшуючи податки, заборонячи участь у хаджі і призначаючи ханьців на керівні посади замість місцевих лідерів.

## Повстання
Ситуація прийшла до краю в 1930, коли хан префектури Хамі на сході Сіньцзяну, Шах Мекссат, помер. Відповідно до законів Династії Цін влада перейшла до його нащадка. Територія Хамі важлива стратегічно розташуванням на головній дорозі до Східного Китаю і великою кількістю необроблених сільгоспугідь. Все це і бажання уряду прибрати владу до рук і скасувати феодальне право спадкування підштовхнула Цзіна скасувати ханство і ввести пряме правління.
Цзін Шужень подвоїв сільгоспподатки на місцевих уйгурів, конфісковував їх лани, віддаючи їх ханьцям, біженцям з Ганьсу, і субсидує їх, тоді як уйгурів переселяв на кепські землі на околиці пустелі. Новий гарнізон що прибув в Хамі, тільки збільшив протидію місцевого населення і на 1931 рік в області з'явилися загони спротиву. Останньою краплею став лютий 1931, коли етнічний китайський офіцер мав спробу одружитися з уйгуркою. Уйгури стверджували, що дівчина була зґвалтована, та що ісламські закони забороняють мусульманським дівчатам одружуватися з немусульманами, тому уйгури почували себе зганьбленими.
Повстання почалося 20 лютого 1931 року різаниною Чинга і його 33 солдатів на весіллі, 120 ханьців-біженців із Ганьсу також було вбито. Повстання не обмежилося тільки уйгурами, в ньому взяли участь казахи, киргизи, китайці хань і хуейцзу задля скасування влади Цзіна.
Гоміньдан і Радянський Союз ускладнили ситуацію, посилаючи війська Цзіну і його головнокомандуючому Шенгу Шицею (Sheng Shicai (盛世才), на чиєму боці також були білі емігранти з СРСР, що мешкали в долині річки Ілі.
Головний бій відбувся біля Урумчі, місця концентрації військових загонів уйгурів і хуейцзу, які були оточені загонами Шенг Шицея, білогвардійців і маньжурських солдатів, що відступили під час окупації Японією півнчно-східного Китаю.
У квітні 1933 Цзін був затверджений на посаді цією коаліцією. Шенг, отримавши військову підтримку Радянського Союзу, запропонував одному з військових керманичів уйгурів Ходжі Ніязу (колишньому раднику Шах Мекссата) владу в одному з районів півдня Уйгурії в обмін на військову підтримку проти загонів хуейцзу на чолі з Ма Жонгіїнг (Ma_Zhongying (馬仲英). Тим самим розколов повстанців.
Інша частина військ хуейцзу разом з уйгурами (на чолі з Беком Тимуром) вдарили на півдні Уйгурії по місту Куча і підійшли в березні до Кашгару, оточуючи війська, і тут зазнали розколу: командувач хуейцзу Ма Чжанцан (Ma Zhancang (馬占倉), увійшов у змову з місцевою владою, а хуейцзу на чолі з Ма Шаоу (Ma Shaowu, 馬紹武) атакували уйгурів і вбили бека Тимура.

## Заснування Першої Східної Туркестанської республіки
У цей час на півдні Таримського басейну у місті Хотан три брати багатої родини Бухра, які отримали освіту згідно з джадидизмом, розпочали повстання робітників на золотих копальнях біля міста Керія, а також у долинах Юрункаш і Каракаш. Оголосили себе емірами, Хотан еміратом і незалежність від Китаю 16 березня 1933 року.
Місцевий провінційний уряд і його військові загони були знищені гірниками. Місцеве китайське населення не було знищено лише тому, що прийняло іслам. Хотанський емірат послав одного з братів Шахмансура Амін Бухра до Кашгару з метою встановлення влади і заснування Кашгарської філії Хотанського уряду (K'ashgar Affairs Office of the Khotan Government), що і було зроблено в липні 1933 року. До кінця року філія була перетворена у багатоетнічну, квазінаціоналістичну Східно-Туркестанську Асоціацію Незалежності (East Turkestan Independence Association) яка базувалась на принципах націоналізму і джадидизму.
У вересні 1933, Сабіт Дамолла оголошує утворення Східно-Туркестанської республіки на чолі з хаджою Ніязом — суперечливий факт, тому що Ніяз був на той час на півночі Уйгурії і фактично в коаліції з Шенгом Шицеєм.
12 листопада 1933 була оголошена Тюркська Ісламська республіка Східного Туркестану (ТІРСТ) або Республіка Уйгуристан, обидві назви використовувались в один і той же час і обидві були одночасно оголошені.
Державне утворення було незалежне від Хотанського емірату. ТІРСТ жадав влади на теренах від Аксу на півночі Таримського басейну до Хотана на півдні. Фактично уряд в Кашгарі мав завеликі проблеми: відсутність ресурсів, гіперінфляція, а також ворога в особі Хуейцзу на чолі з Ма Жанкангом. Хоч була оголошена багатонаціональна республіка, що знайшло відображення у назві «Східний Туркестан», яка була використана у назві у конституції, та перші монети карбувалися з написом «Республіка Уйгурстан», у деяких джерелах трапляється назва Тюркська Ісламська республіка Східного Туркестану, що підкреслює значення ісламу у державі. Вплив ісламу в республіці під питанням — хоч конституція підтверджує шаріат, джадидизм має на увазі акцент на освіту і економічні реформи.
Зусилля ТІРСТ отримати міжнародне визнання були марні. Посланці були відправлені до СРСР, Афганістану, Ірану, Туреччини і Британської Індії. Радянський Союз відмовився мати справу з ісламістами. В Афганістані Кашгарські посланці мали зустріч з королем Афганістану Захір-Шахом і прем'єр-міністром Сардар Мохаммад Хашим Ханом, просячи допомоги в поставках зброї. Але обидва вирішили не мішуватися в справи Китаю. Також відреагували всі інші держави, не маючи бажання мати справи з сепаратистами. Ніхто не мав бажання протидіяти Китаю і СРСР у їхній політиці та втручатися у війну в Сіньцзяні, яка обернулася близько 100 000 загиблих. Таким чином новітня республіка в оточенні ворогів (Хуейцзу, СРСР, Китай) мала замало шансів щоб вижити.

## Перша Східна Туркестанська республіка і країни Осі
ТІРСТ мала деякі зв'язки з країнами Осі, тому що держави Осі мали зацікавлення у 1930-37 рр. в експлуатуванні панісламістських настроїв. ТІРСТ завдяки німецькому представнику в Кабулі мало деякий дипломатичний зв'язок зі світом. Але ТІРСТ не вдалось отримати визнання Німеччини, замість цього Нацистська Німеччина підтримала Гоміньдан.

## Кінець Першої Східної Туркестанської республіки
На півночі Шенг Шицей отримав допомогу у вигляді двох радянських бригад Алтайської і Тарбагатайської, замаскованих під білих алтайських російських козаків на чолі з червоним генералом Волошиним. Японська анексія Маньчжурії і можлива японська підтримка Хуейцзу Ма Жонгіїнга була однією з причин неспокою СРСР. Інша причина неспокою Сталіна була перспектива повстання в Сіньцзяні могло розповсюдитись на Радянську Центральну Азію, а також можливість надання притулку басмачам. Торгові зв'язки між Сіньцзяном і СРСР також були причиною підтримки Шенга надалі.
Радянські бригади, за підтримки авіації, завдали поразки Ма Жонгіїну біля Урумчі і змусили його відступити на південь. 16 лютого 1934 облога Урумчі була знята.
Ходжа Ніяз у цей час прибув Кашгар задля прийняття президентства ТІРСТ і відмовляючись від співпраці з Шенгом. Але часу вже не лишилось. Хуейцзу разом з Ма Жанкангом наступаючи з півночі при підтримки Гоміньдана атакували ТІРСТ, примусивши уряд до втечі 6 лютого 1934 року. Хуейцзу знищили багатьох захисників республіки і велика черга зрад закінчила історію ТІРСТ.
Махмут Мухіті з рештками війська відступив до Яркенду і Хотану, в цей же час ходжа Ніяз відходив через Артуш до радянсько-китайського кордону. В СРСР ходжа Ніяз знайшов притулок.
Радянський уряд запропонував йому військову допомогу і великі перспективи у випадку допомоги по скасуванню ТІРСТ. Після підписання документів по скасуванню ТІРСТ і розпуску військових загонів ходжа Ніяз повернувся до Східного Туркестану, де йому надали владу на півдні Сіньцзяну. Інші втікачі знайшли притулок в Індії і Афганістані.